# Agrias ixion
Agrias ixion är en fjärilsart som beskrevs av Jean Baptiste Boisduval 1933. Agrias ixion ingår i släktet Agrias och familjen praktfjärilar. Inga underarter finns listade i Catalogue of Life.